# Инвест-Украина
Инвест-Украина — международный деловой журнал, издавался с декабря 2002 года, (до сентября 2007 года — всеукраинский деловой журнал «Донбасс-Инвест»).

## История
С 2009 года журнал перерегистрирован в международный деловой журнал «Инвест-Украина», открыты представительства за рубежом: в Израиле, Чехии, Хорватии и России. В 2010 году журнал «Инвест-Украина» стал членом Украино-кубинского Делового совета. С 2011 года издание являлось членом Торгово-промышленной палаты Украины и ТПП Донецкой области.

## Цели и задачи
Основная концепция журнала: анализ тенденций в политико-экономической сфере страны, формирование имиджа промышленных, финансовых, научно-исследовательских и бизнес-структур в европейском информационном пространстве, с целью активизации деловых контактов между предпринимателями Украины и других стран мира. Главная цель журнала «Инвест-Украина» — создание информационно-аналитического продукта, который будет способствовать повышению конкурентоспособности украинских предприятий, благодаря созданию и продвижению их позитивного имиджа как на Украине, так и за рубежом. Журнал публикует обзоры инвестиционного рынка Украины и других стран мира, а также анализ тенденций развития европейских инвестиционных рынков, информационно-аналитические статьи на политические и экономические темы, очерки о собственниках и топ-менеджерах ведущих предприятий Украины и СНГ, бизнес-аналитику, новости экономики, политики, финансов и инвестиций на Украине, России, странах СНГ, фоторепортажи, интервью.

### Награды
Международный деловой журнал «Инвест-Украина» награждён медалью «Трудовая слава» 2008 год. Медалью «Лидеры украинского бизнеса» 2009 год в номинации «За весомый вклад в дело развития Украины и высокое журналистское мастерство» Международного академического рейтинга популярности и качества «Золотая фортуна». Дипломом и медалью «20 лет независимости Украины» в номинации «За весомый вклад в дело развития Украины и высокое журналистское мастерство» Международного Академического Рейтинга популярности «Золотая Фортуна» 2011 год. Победитель IV регионального конкурса «Серебряный кадуцей» в номинации «Мосты партнёрства» 2011 год.
В 2012 году Организационный комитет Национального экологического форума «Экология промышленного региона» наградил международный деловой журнал «Инвест-Украина» дипломом «За активное участие в реализации экологической политики в регионе». Приз и диплом Всеукраинского конкурса качества товаров, работ, услуг «100 лучших товаров Украины» в номинации «Информационные услуги» (2012) Диплом V Регионального конкурса «Серебряный кадуцей-2012» в номинации «За лучший материал о внедрении инноваций» (2012)

## Рубрики журнала
Рубрика «Крупный план» — серия интервью с ведущими политическими и общественными деятелями Украина и мира: Президентом Республики Кипр Димитрисом Христофиасом, статс-секретарём Федерального министерства экономики Германии Йохеном Хоманном, Главой представительства Европейского Союза на Украине Жозе Мануэлем Пинту Тейшерой, директором Европейского банка реконструкции и развития на Украине Андре Кююсвеком, вице-премьер министром Украины Сергеем Тигипко, министром энергетики и угольной промышленности Украины Юрием Бойко, министром регионального развития, строительства и архитектуры Анатолием Близнюком, министром аграрной промышленности и продовольствия Украины Николаем Присяжнюком.
В рубрике «Международное сотрудничество» журнал публикует интервью с Чрезвычайными и Полномочными Послами и Генеральными консулами государств, аккредитованных в Министерстве иностранных дел Украины: Жаком Фором (Посол Франции), Марком Винком (Королевство Бельгия), Ярославом Баштой (Чешская Республика), Кристером Миккелсоном, Чжан Сиюнем (Китайская Народная Республика), Генриком Литвиным (Польша).
В рубрике «Лидеры отрасли» в журнале «Инвест-Украина» опубликованы такие зарубежные предприятия: BASF (Германия), KNAUFF (Германия), Лафарж (Франция), Фюрлендер-Технолоджи"(Германия), СП «Алта» (Чехия), ПАТ «Хайдельберг Цемент» (Чехия), TEDOM (Чехия), HOBAS (Чехия), «Уником-Сервис» (Российская Федерация), «Екоенергомаш» (Российская Федерация), ADB (Бельгия), «Шредер» (Бельгия), «Стора Ензо» (Финляндия), HONKA (Финляндия), «Нобл ресорсиз Гроуп» (Китайская Народная Республика), Leo Corporation Co. (Китай), Delta (Австрия), «Ипсен Фарма» (Франция), Alcatel Lucent (Франция), «Ербек» (Турция), SPERKO (Испания), «Кен-Пак»(Польша),Caterpillar
Украинские предприятия: ПАТ "Северодонецкое объединение «Азот», УкрГНТЦ «Энергосталь», ПАО «ДТЭК», ЗАО «Побужский ферроникилевый комбинат», Институт чёрной металлургии им. Некрасова, ПАТ «Днепрооблэнерго», Институт геотехнической механики НАН Украины, НИПИ «Механобрчермет», АТК «Южмашавиа», ПАТ «Автокразбанк», ПАТ «Всеукраинский банк развития», ПАТ «Криворожаглострой», ООО «Продмашстрой», ООО «Химмашкомпрессор-сервис», Харьковский политехнический институт, Морской транспортный банк, НПО «Северодонецкий стеклопластик», ЗАО «Северодонецкий ОРГХИМ», «Донецксталь», «Донбассэнерго», "ПАО «Энергомашспецсталь», ПАО «Старокраматорский машиностроительный завод», ПАО"Новокраматорский машиностроительный завод", ГП «Артемсоль», КП "Международный аэропорт «Донецк», ГРГП «Донецкгеология», НТЦ «Реактивэлектрон», ГП «Донецкий региональный центр обращения с отходами», шахта им. Засядько, шахта «Краснолиманская», ГП «Артемуголь», ГП «Донецкая угольно-энергетическая компания», ООО «Доншахтоспецстрой», ГП «Донбассантрацит», ПАО "НПП «Спецуглемаш», ГП «Укруглекачество», НПП «Горные машины», ООО «ДИОС», ПАТ «Глины Донбасса», ООО «Краматорсктеплокоммунэнерго», НПО «Доникс», ООО «Мегатекс», ГП «Констянтиновский химический завод», ГП «Вода Донбасса», ГП «Донецктеплокоммунэнерго».